# 2A busz (Újszász)
Az újszászi 2A jelzésű autóbusz a Nagy út (Vágóhíd út) és Újszász, vasútállomás között közlekedik tanítási napokon. A járatot Újszász Város Önkormányzata megrendelésére a Volánbusz üzemelteti.

## Útvonala
| Újszász, vasútállomás felé | Nagy út (Vágóhíd út) felé |
| --- | --- |
| Nagy út (Vágóhíd út) – Nagy út – Rákóczi út – Széchenyi út – Bajcsy-Zsilinszky utca – Szabadság tér – Dózsa György utca – Baross utca – Újszász, vasútállomás | Újszász, vasútállomás – Baross utca – Dózsa György utca – Szabadság tér – Bajcsy-Zsilinszky utca – Széchenyi út – Rákóczi út – Nagy út – Nagy út (Vágóhíd út) |

## Megállóhelyei
| 2A (Nagy út (Vágóhíd út) – Újszász, vasútállomás) |                                  |          |                                                         |                                     |
| Perc (↓)                                          | Megállóhely                      | Perc (↑) | Megállóhelyet érintő járatok                            | Fontosabb létesítmények             |
| 0                                                 | Nagy út (Vágóhíd út) végállomás  | 9        | 1                                                       |                                     |
| 2                                                 | Újszász, Rákóczi út 66.          | 7        |                                                         |                                     |
| 4                                                 | Újszász, Horgász út              | 5        |                                                         |                                     |
| 6                                                 | Bajcsy-Zsilinszky úti óvoda      | 3        | 1                                                       |                                     |
| 7                                                 | Újszász, ABC                     | 2        | 1, 1A, 3 531                                            |                                     |
| 8                                                 | Újszász, gimnázium               | 1        | 1, 1A, 3 531                                            | Rózsa Imre Középiskola és Kollégium |
| 9                                                 | Újszász, vasútállomás végállomás | 0        | 1, 1A, 3 531 S60 G60 Z60 S820 gyorsvonat, expresszvonat | Újszász                             |

## Külső hivatkozások
- A Középkelet-magyarországi Közlekedési Központ weboldala. [2016. augusztus 26-i dátummal az eredetiből archiválva]. (Hozzáférés: 2017. április 13.)
- 2A busz útvonala és megállói. (Hozzáférés: 2017. április 13.)